# Ларами (округ)
Округ Ла́рами (англ. Laramie County) — округ, расположенный в штате Вайоминг (США) с населением в 100 512 человек по данным переписи 2020 года.
Административный центр округа и столица штата Вайоминг находятся в городе Шайенн.

## История
В июле 1858 года в пойме реки Саут-Платт (округ Арапахо, Территория Канзас) было найдено золото, что внесло немалый вклад в возникновение так называемой «золотой лихорадки». Некоторое время спустя жители золотоносного региона посчитали нужным создать собственную административную единицу, обосновывалось это удалённостью региона от административных управлений Территорий Канзаса и Небраски. 24 октября 1859 года в результате всеобщего голосования жителей 12 округов было принято решение об образовании Территории Джефферсон, в состав которой вошёл и округ Шайенн, получивший название по имени племени проживающих на его землях индейцев. Самовольное создание Территории Джефферсон не было санкционировано федеральными властями.
25 июля 1868 года была сформирована Территория Вайоминг, а за год до этого из большей части округа Шайенн образовался существующий в настоящее время округ Ларами.

## География
По данным Бюро переписи населения США округ Ларами имеет общую площадь в 6962 квадратных километра, из которых 6957 кв. километров занимает земля и 5 кв. километров — вода. Площадь водных ресурсов округа составляет 0,06 % от всей его площади.

### Соседние округа
- Гошен — север
- Баннер (Небраска) — северо-восток
- Кимбалл (Небраска) — восток
- Уэлд (Колорадо) — юг
- Лаример (Колорадо) — юго-запад
- Олбани — запад
- Платт — северо-запад

## Демография

Распределение населения округа Ларами по возрастным диапазонам

По данным переписи населения 2000 года в округе Ларами проживало 81 607 человек, 21 614 семей, насчитывалось 31 927 домашних хозяйств и 34 213 жилых домов. Средняя плотность населения составляла 12 человек на один квадратный километр. Расовый состав округа по данным переписи распределился следующим образом: 88,92 % белых, 2,60 % чёрных или афроамериканцев, 0,85 % коренных американцев, 0,95 % азиатов, 0,11 % выходцев с тихоокеанских островов, 2,57 % смешанных рас, 4,00 % — других народностей. Испано- и латиноамериканцы составили 10,90 % от всех жителей округа.
Из 31 927 домашних хозяйств в 33,20 % — воспитывали детей в возрасте до 18 лет, 53,90 % представляли собой совместно проживающие супружеские пары, в 9,90 % семей женщины проживали без мужей, 32,30 % не имели семей. 27,20 % от общего числа семей на момент переписи жили самостоятельно, при этом 8,90 % составили одинокие пожилые люди в возрасте 65 лет и старше. Средний размер домашнего хозяйства составил 2,45 человек, а средний размер семьи — 2,98 человек.
Население округа по возрастному диапазону по данным переписи 2000 года распределилось следующим образом: 25,80 % — жители младше 18 лет, 9,60 % — между 18 и 24 годами, 30,50 % — от 25 до 44 лет, 22,70 % — от 45 до 64 лет и 11,50 % — в возрасте 65 лет и старше. Средний возраст жителей округа составил 35 лет. На каждые 100 женщин в округе приходилось 100,90 мужчин, при этом на каждых сто женщин 18 лет и старше приходилось 100,00 мужчин также старше 18 лет.
Средний доход на одно домашнее хозяйство в округе составил 39 607 долларов США, а средний доход на одну семью в округе — 46 536 долларов. При этом мужчины имели средний доход в 31 644 долларов в год против 24 406 долларов среднегодового дохода у женщин. Доход на душу населения в округе составил 19 634 доллара в год. 6,50 % от всего числа семей в округе и 9,10 % от всей численности населения находилось на момент переписи населения за чертой бедности, при этом 12,00 % из них были моложе 18 лет и 6,50 % — в возрасте 65 лет и старше.

## Главные автодороги
- US 30
- US 85
- US 87
- I-80
- I-25
- I-180

## Населённые пункты

### Города
- Шайенн
- Албин
- Бернс
- Пайн-Блафс

### Статистически обособленные местности
- Фокс-Фарм-Колледж
- Ранчетс
- Саут-Грили
- Авиабаза Уоррен ВВС США

### Другие
- Карпентер
- Гранит
- Хилсдейл
- Хорс-Крик
- Мериден